# Michael Peña
Michael Anthony Peña (Chicago, 13 gennaio 1976) è un attore statunitense.

## Biografia
Peña nasce a Chicago, nell'Illinois, il 13 gennaio del 1976, figlio di immigrati messicani. Il padre, Eleuterio Peña (morto nel 2005), era un contadino, in seguito impiegato come operaio presso una fabbrica di bottoni, originario di Villa Purificación (nello stato di Jalisco), mentre la madre, Nicolasa Peña, è un'assistente sociale originaria di Charcas (nello stato di San Luis Potosí). Dopo gli studi trova un lavoro in banca, ma la passione per la recitazione lo spinge a partecipare a diversi provini, che non sempre vanno a buon fine. Il suo debutto avviene nel 1994 in un film indipendente e da lì parte una lunga gavetta che lo porta a partecipare a diverse serie TV come Felicity, E.R. - Medici in prima linea e NYPD Blue.
La grande occasione arriva nel 2004 quando partecipa a due film importanti, sceneggiati da Paul Haggis, Million Dollar Baby e Crash - Contatto fisico. Il secondo, tra l'altro, è stato anche diretto da Haggis, mentre il precedente ha avuto come regista Clint Eastwood. Entrambi i film hanno vinto l'Oscar come miglior film nel 2005 e nel 2006. In particolar modo, ha ricevuto l'attenzione della critica per la sua interpretazione in Crash - Contatto fisico. L'anno seguente, è apparso nella serie tv The Shield. Nel 2006 ha interpretato Will Jimeno nel film di Oliver Stone basato sulla tragedia dell'11 settembre, World Trade Center. Ha anche avuto una piccola parte in Babel.
Nel 2006 ha recitato una parte nel film della HBO Walkout, interpretando Sal Castro, un insegnante delle superiori statunitense (ma di origine messicana) che ispira un gruppo di liceali di Los Angeles, suoi studenti, a lottare per i diritti dei chicanos. Nel 2007 recita nel film di Robert Redford Leoni per agnelli, dove ha un ruolo da protagonista. Nel 2014 è stato la voce narrante del documentario di Mary Mazzio Underwater Dreams, mentre nel 2015 è comparso nel film Ant-Man dei Marvel Studios. Nel 2018 recita nella serie TV Narcos: Messico, prodotta da Netflix, mentre nel 2019 ha una parte nel film Jexi.

## Filmografia

### Attore

#### Cinema
- Un orsetto per amico, regia di Steve Kroschel (1994)
- Fuga dalla Casa Bianca (My Fellow Americans), regia di Peter Segal (1996)
- Star Maps, regia di Miguel Arteta (1997)
- Invito ad uccidere (La Cucaracha) (1998)
- Boogie Boy, regia di Craig Hamann (1998)
- Bellyfruit (1999)
- Fuori in 60 secondi (Gone in Sixty Seconds), regia di Dominic Sena (2000)
- Buffalo Soldiers, regia di Gregor Jordan (2001)
- Love Object, regia di Robert Parigi (2003)
- Il delitto Fitzgerald (The United States of Leland), regia di Matthew Ryan Hoge (2003)
- The Calcium Kid, regia di Alex De Rakoff (2004)
- Crash - Contatto fisico (Crash), regia di Paul Haggis (2004)
- Million Dollar Baby, regia di Clint Eastwood (2004)
- Little Athens (2005)
- Il potere dei sogni (Sueño) (2005)
- Fifty Pills, regia di Theo Avgerinos (2006)
- Babel, regia di Alejandro González Iñárritu (2006)
- World Trade Center, regia di Oliver Stone (2006)
- Shooter, regia di Antoine Fuqua (2007)
- Leoni per agnelli (Lions for Lambs), regia di Robert Redford (2007)
- The Lucky Ones - Un viaggio inaspettato (The Lucky Ones), regia di Neil Burger (2008)
- Observe and Report, regia di Jody Hill (2009)
- My Son, My Son, What Have Ye Done, regia di Werner Herzog (2009)
- Everything Must Go, regia di Dan Rush (2011)
- World Invasion (Battle: Los Angeles), regia di Jonathan Liebesman (2011)
- 30 Minutes or Less, regia di Ruben Fleischer (2011)
- Tower Heist - Colpo ad alto livello (Tower Heist), regia di Brett Ratner (2011)
- The Good Doctor, regia di Lance Daly (2011)
- The Lincoln Lawyer, regia di Brad Furman (2011)
- End of Watch - Tolleranza zero (End of Watch), regia di David Ayer (2012)
- Gangster Squad, regia di Ruben Fleischer (2013)
- American Hustle - L'apparenza inganna (American Hustle), regia di David O. Russell (2013)
- Cesar Chavez, regia di Diego Luna (2014)
- Fury, regia di David Ayer (2014)
- Frontera, regia di Michael Berry (2014)
- Ant-Man, regia di Peyton Reed (2015)
- Come ti rovino le vacanze (Vacation), regia di John Francis Daley e Jonathan M. Goldstein (2015) - cameo
- Hell and Back, regia di Tom Gianas e Ross Shuman (2015)
- Sopravvissuto - The Martian (The Martian), regia di Ridley Scott (2015)
- The Vatican Tapes, diretto da Mark Neveldine (2015)
- Crazy Dirty Cops (War on Everyone), regia di John Michael McDonagh (2016)
- Collateral Beauty, regia di David Frankel (2016)
- CHiPs, regia di Dax Shepard (2017)
- Nelle pieghe del tempo (A Wrinkle in Time), regia di Ava DuVernay (2018)
- 12 Soldiers (12 Strong), regia di Nicolai Fuglsig (2018)
- Ant-Man and the Wasp, regia di Peyton Reed (2018)
- Extinction, regia di Ben Young (2018)
- Il corriere - The Mule (The Mule), regia di Clint Eastwood (2018)
- Dora e la città perduta (Dora and the Lost City of Gold), regia di James Bobin (2019)
- Jexi, regia di Jon Lucas e Scott Moore (2019)
- Fantasy Island, regia di Jeff Wadlow (2020)
- Tom & Jerry, regia di Tim Story (2021)
- Moonfall, regia di Roland Emmerich (2022)
- La gang dei supereroi (Secret Headquarters), regia di Henry Joost e Ariel Schulman (2022)
- A Million Miles Away, regia di Alejandra Márquez Abella (2023)
- Inarrestabile (Unstoppable), regia di William Goldenberg (2025)
- A Working Man, regia di David Ayer (2025)

#### Televisione
- Pacific Blue – serie TV, 1 episodio (1996)
- Sentinel – serie TV, 1 episodio (1998)
- Profiler - Intuizioni mortali (Profiler) – serie TV, 1 episodio (1999)
- Felicity – serie TV, 5 episodi (1999-2000)
- The District – serie TV, 1 episodio (2000)
- Men, Women & Dogs – serie TV, 2 episodi (2001)
- Roswell – serie TV, 2 episodi (2001)
- American Family – serie TV, 2 episodi (2002)
- The Twilight Zone – serie TV, 1 episodio (2003)
- E.R. - Medici in prima linea (ER) – serie TV, 3 episodi (2003)
- NYPD - New York Police Department (NYPD Blue) – serie TV, 2 episodi (2004)
- CSI - Scena del crimine (CSI: Crime Scene Investigation) – serie TV, 1 episodio (2005)
- The Shield – serie TV, 5 episodi (2005)
- My Name Is Earl – serie TV, 1 episodio (2008)
- Eastbound & Down – serie TV, 5 episodi (2010)
- Gracepoint – serie TV, 10 episodi (2014)
- Narcos: Messico (Narcos: Mexico) – serie TV, 10 episodi (2018) - Enrique Camarena
- Jack Ryan - serie TV, 6 episodi (2023)

### Doppiatore
- American Dad! – serie animata, 2 episodi (2011-2013)
- Turbo, regia di David Soren (2013)
- Chozen – serie animata, 10 episodi (2014)
- LEGO Ninjago - Il film (The LEGO Ninjago Movie), regia di Charlie Bean (2017)
- My Little Pony - Il film (My Little Pony - The Movie), regia di Jayson Thiessen (2017)

## Doppiatori italiani
Nelle versioni in italiano delle opere in cui ha recitato, Michael Peña è stato doppiato da:
- Daniele Raffaeli in Collateral Beauty, CHiPs, Extinction, Il corriere - The Mule, Narcos: Messico, Fantasy Island, Tom & Jerry
- Gianluca Crisafi in Ant-Man, Crazy Dirty Cops, Ant-Man and the Wasp, Jack Ryan, A Million Miles Away, Inarrestabile, A Working Man
- Nanni Baldini in Buffalo Soldiers, My Name Is Earl, Tower Heist - Colpo ad alto livello, Fury
- Francesco Venditti in World Trade Center, Shooter, Leoni per agnelli
- Gianfranco Miranda in My Son, My Son, What Have Ye Done, End of Watch - Tolleranza zero, Dora e la città perduta
- Simone Mori in Crash - Contatto fisico, The Lucky Ones - Un viaggio inaspettato
- Edoardo Stoppacciaro in The Lincoln Lawyer, The Vatican Tapes
- Marco Vivio in American Hustle - L'apparenza inganna, Frontera
- Fabrizio Vidale in Sopravvissuto - The Martian, Nelle pieghe del tempo
- Marcello Cortese in Fuga dalla Casa Bianca
- Simone Crisari in The District
- Diego Suarez in CSI - Scena del crimine
- Alessandro Quarta in The Shield
- Paolo Sesana in The Calcium Kid
- Massimo Rossi in Babel
- Roberto Gammino in 30 Minutes or Less
- Francesco Bulckaen in Gangster Squad
- Alessio Cigliano in 12 Soldiers
- Luigi Ferraro in Jexi
- Simone D'Andrea in Moonfall

Da doppiatore è sostituito da:
- Francesco Venditti in Turbo
- Daniele Raffaeli in LEGO Ninjago - Il film
- Gianluca Crisafi in Next Gen